# Mandeep Mor
Mandeep Mor né le 16 mars 1999, est un joueur indien de hockey sur gazon. Il évolue au poste de défenseur au Punjab National Bank et avec l'équipe nationale indienne.

## Carrière
Il a été appelé en équipe première pour concourir à la Sultan Azah Shah Cup 2018 à Ipoh.

## Palmarès
- : 3e au Champions Trophy d'Asie 2021
- : 3e à la Ligue professionnelle 2021-2022